# Mcely
Mcely (deutsch Mzell, älter auch Mutzel) ist eine Gemeinde in Tschechien. Sie liegt 13 Kilometer nördlich von Nymburk und gehört zum Okres Nymburk.

## Geographie

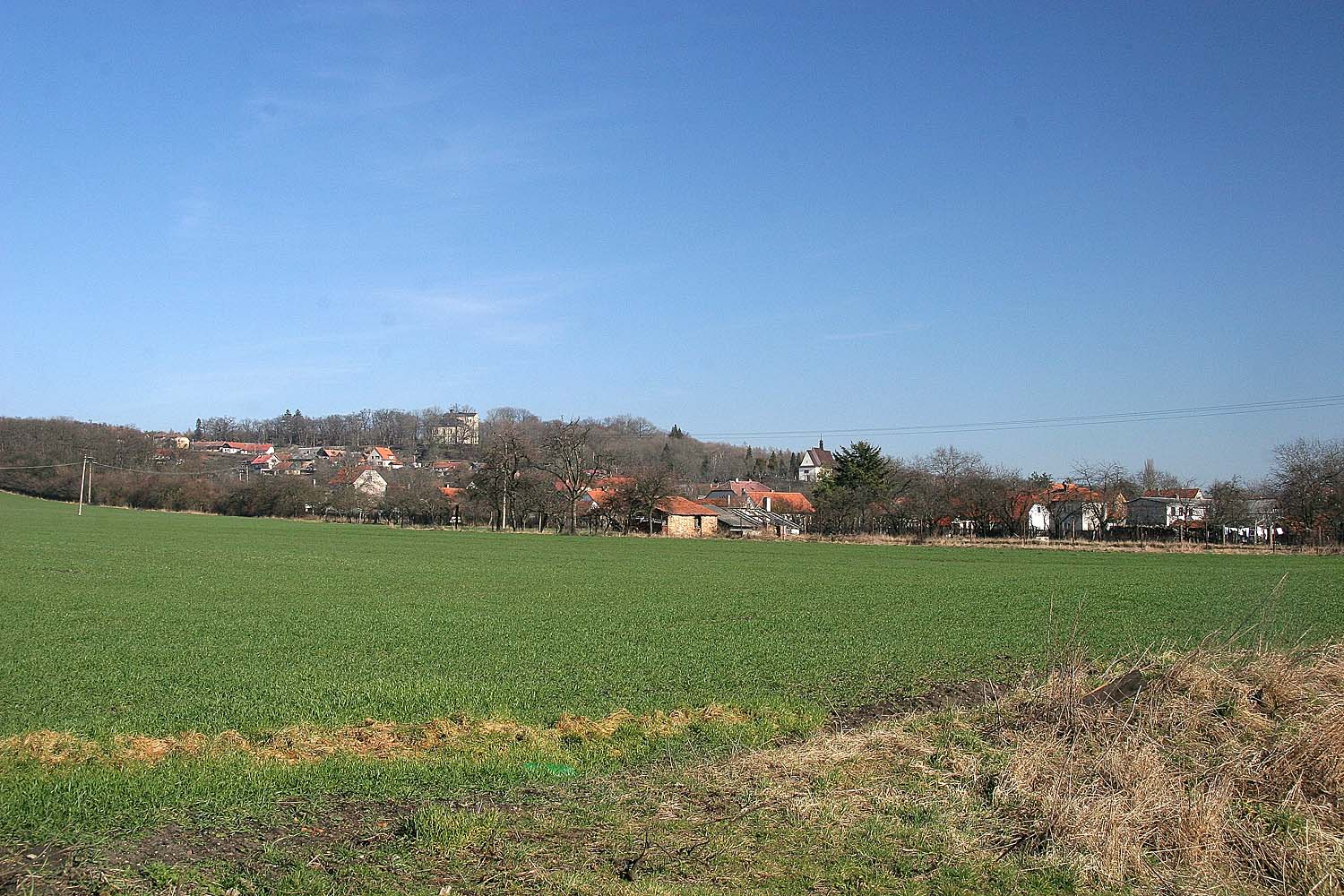
Ansicht des Dorfes von Westen

Mcely befindet sich am Südhang des Loučenský hřbet auf der Ostböhmischen Tafel. Das Dorf liegt im Quellgebiet der Křinecká Blatnice. Östlich erhebt sich der Hügel Holoviska (247 m). Nach Norden erstreckt sich das ausdehnte Waldgebiet des Svatojiřský les (St. Georgs-Wald).
Nachbarorte sind Ledce im Norden, Seletice, Košík und Doubravany im Nordosten, Žitovlice und Pojedy im Osten, Sovenice im Südosten, Mečíř und Jíkev im Süden, Studečky im Südwesten, Studce und Chudíř im Westen sowie Charvatce und Jabkenice im Nordwesten.

## Geschichte

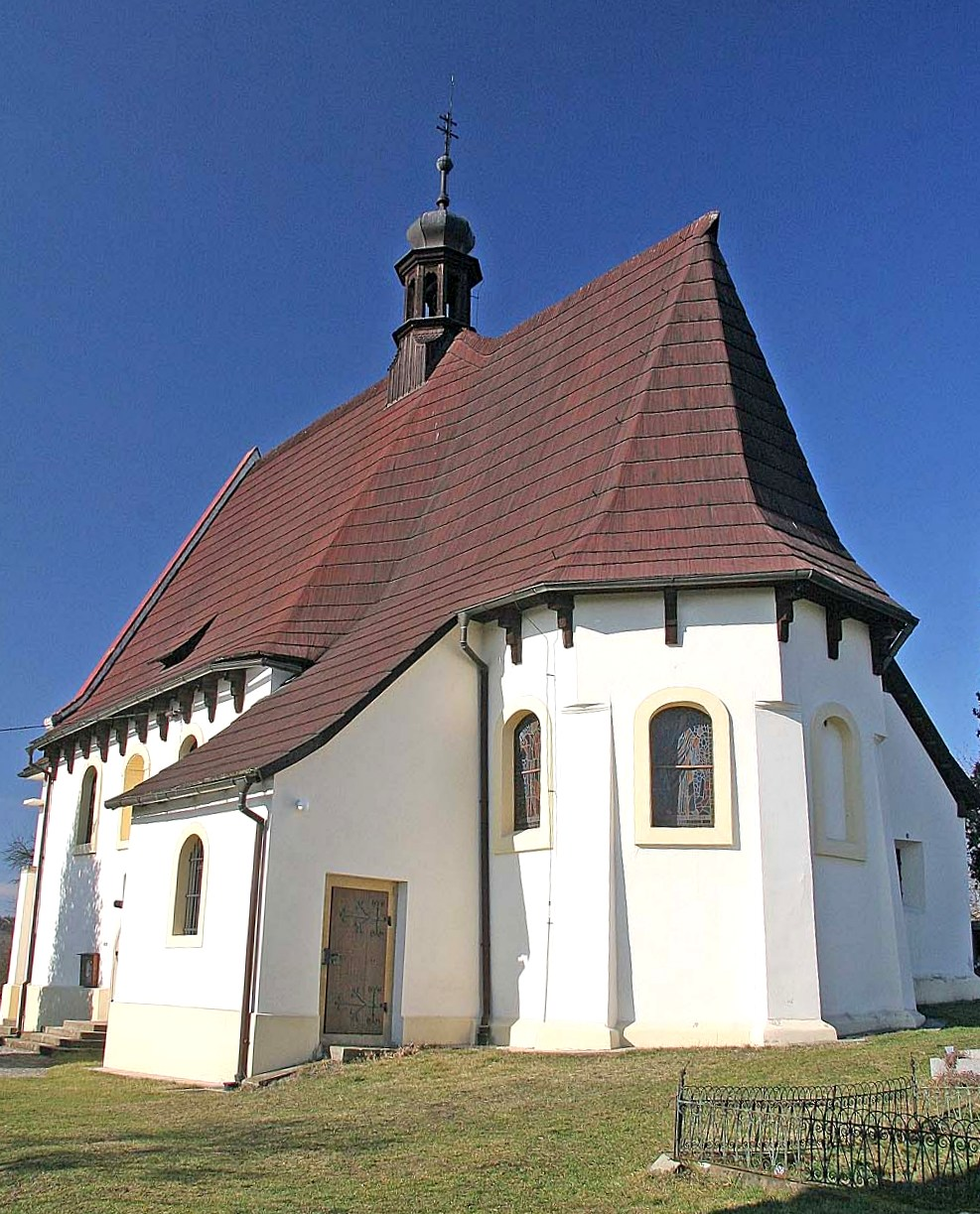
Kirche St. Wenzel

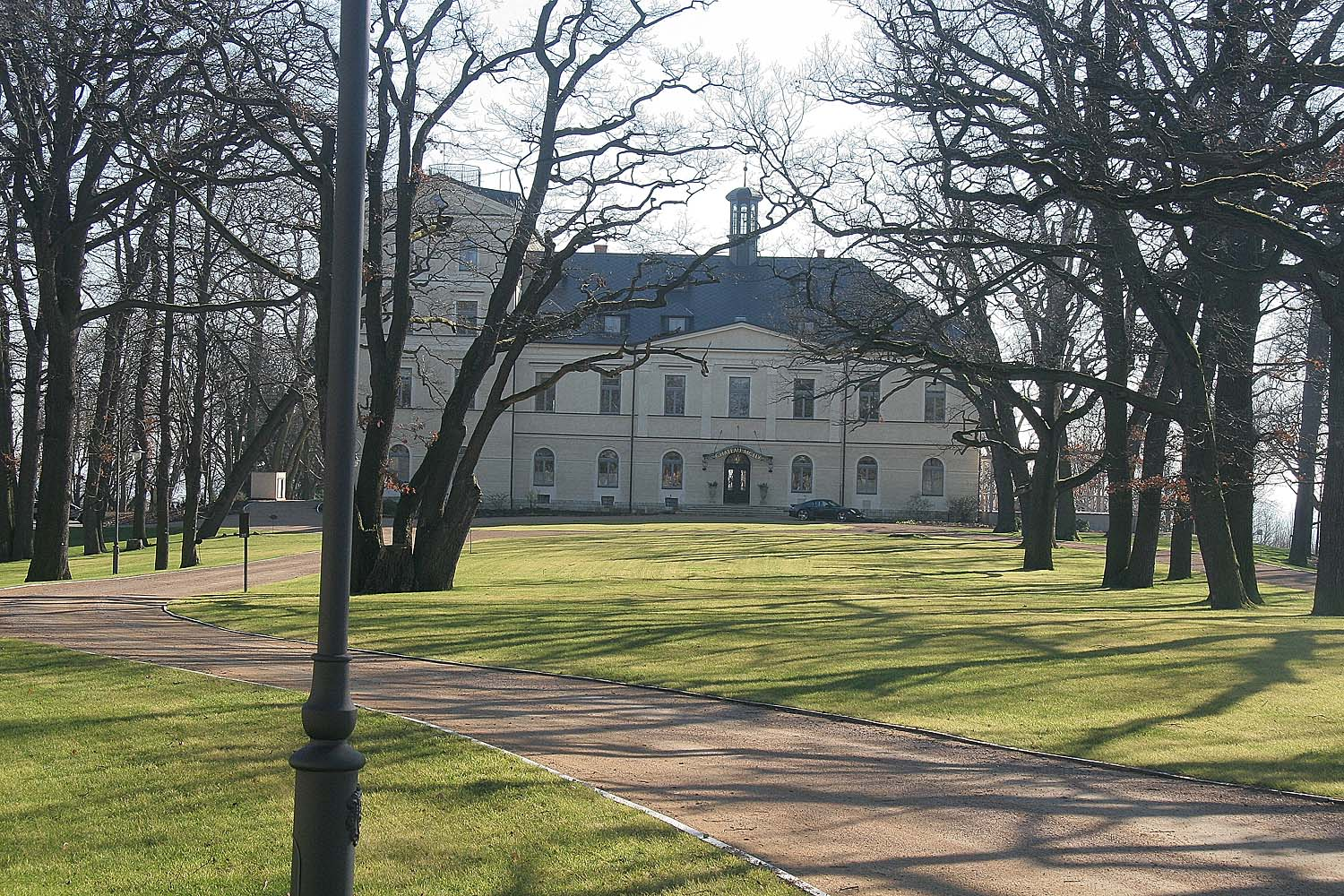
Schloss Mcely

Die erste schriftliche Erwähnung von Mcely erfolgte im Jahre 1252 in der Schenkungsurkunde Friedrichs von Comotau über das Städtchen Comotau an den Deutschritterorden, in der Lutobor de Mocl als einer der 18 Zeugen auftrat.
In der zweiten Hälfte des 14. Jahrhunderts gelangte das Dorf in geistlichen Besitz. 1471 verpfändete Georg von Podiebrad Mcely an Jan Křinecký von Ronov. Nach der Schlacht am Weißen Berg wurden 1622 die Jiří Křinecký von Ronov gehörigen Güter konfisziert.
1623 erwarb Albrecht von Waldstein Mcely und reichte es noch im selben Jahre an seinen Vetter Adam d. J. von Waldstein weiter, der es an seine Herrschaft Dětenice anschloss. Ihm folgte ab 1672 Oktavian Ladislav von Waldstein, der 1698 das Schloss erbauen ließ. Über dessen Tochter Anna Barbara, die die Herrschaft 1711 erbte, gelangte Mcely an deren zweiten Ehemann Karl Josef Batthyány. Batthyány verkaufte Dětenice mit den zugehörigen Dörfern 1760 an Johann Christian Clam-Gallas. 1797 wurde der k.k. Oberst und Festungskommandant von Theresienstadt Jakob Wimmer Besitzer der Herrschaft. Im folgten Johann Philipp von Wessenberg und Philipp Boos von Waldeck.
Nach der Aufhebung der Patrimonialherrschaften bildete Mcely ab 1850 eine Gemeinde im Bezirk Poděbrady. 1869 kauften die Fürsten Thurn und Taxis das Schloss und die Güter von Philipp Boos und schlugen sie ihrem Dobrovicer Großgrundbesitz zu. 1899 entstand eine schmalspurige Rübenbahn, die von Mečíř zur Zuckerfabrik Vlkava führte. Seit 1934 gehört die Gemeinde zum Okres Nymburk.

## Gemeindegliederung
Für die Gemeinde Mcely sind keine Ortsteile ausgewiesen. Zu Mcely gehört die Ortslage Čtvrtě.

## Sehenswürdigkeiten
- gotische Kirche St. Wenzel, die zu Beginn des 14. Jahrhunderts errichtete und seit 1352 urkundlich belegte Kirche wurde mehrfach umgebaut. Auf dem Friedhof neben der Kirche befindet sich ein freistehender wuchtiger Glockenturm.
- Schloss Mcely, das 1698 auf dem Hügel Vinice über dem Dorf für Oktavian Ladislav von Waldstein erbaute Jagdschloss war von einem 5 ha großen Tiergarten umgeben. 1840 erfolgte ein Umbau des eingeschossigen Gebäudes. 1863 wurde das Bauwerk um zwei dreigeschossige Seitenflügel erweitert. Seit den 1930er Jahren verkam das Schloss und 1938 musste einer der Seitenflügel wegen statischer Mängel abgerissen werden. Nach dem Zweiten Weltkrieg wurde das den Fürsten Thurn und Taxis gehörige Schloss durch die Beneš-Dekrete konfisziert und verstaatlicht. Es diente dann u. a. als Depot der Civilní ochrana (Zivilverteidigung). Seit 2001 gehört das Schloss den Eheleuten Inéz und James A. Cusumano, die das ruinöse Schloss sanierten und im Jahre 2006 darin das Schlosshotel "Château Mcely" eröffneten.
- Naturschutzgebiet Čtvrtě, das 95,29 ha große Gebiet mit den Teichen Zadník und Dymáček ist seit 1989 als NPR geschützt
- Mariensäule am oberen Ende des Dorfplatzes. Die Säule war früher ein Wallfahrtsort, um sie rankt sich die Legende vom Wunder von Mcely.
- Pfarrhaus, der Barockbau entstand 1777 unter den Grafen Clam-Gallas.